# Phyllobaenus humeralis
Phyllobaenus humeralis is een keversoort uit de familie mierkevers (Cleridae). De wetenschappelijke naam van de soort is voor het eerst geldig gepubliceerd in 1823 door Say.